# Галицко-русская матица
Га́лицко-ру́сская ма́тица — галицко-русское культурно-образовательное учреждение. Своею целью общество ставило «Подносити и ширити образованье в русском народе посредством издаванья соответных книжек».
Общество было основано решением Главной русской рады 16 июня 1848 во Львове по примеру аналогичных обществ, существовавших у других славянских народов: чехов, словенцев, сербов и других. Основателями Галицко-русской матицы были Николай Устианович и Яков Головацкий, первым председателем стал Михаил Куземский. В организации активно работали Антоний Петрушевич, Яков Головацкий, Богдан Дедицкий, Исидор Шараневич, Николай Устиянович, Лев Трещакивский, Иван Гушалевич, Дмитрий Вергун, Филипп Свистун, Юлиан Яворский, Амвросий Яновский, Владимир Луцык. 
Галицко-русская матица издавала на язычии и русском языке популярные руководства по ремёслам, школьные учебники, художественные произведения. Издательская деятельность Галицко-русской матицы была особенно активной к середине 1880-х годов. Печатным органом Матицы был «Научный Сборник», который с перерывами и под разными названиями издавался на протяжении 1865—1908. Также издавался «Галицкий исторический сборник» (три выпуска 1853, 1854 и 1860 годов), в котором распространялись и популяризировались исторические произведения галицких историков. 
Матица пропагандировала идеи дружбы и сотрудничества малорусов (этноним украинцев в то время) с русским народом, отстаивала идею единства русского народа. Матица отличалась пёстрым социальным составом и разнородными общественно-политическими взглядами своих участников. Сыграла положительную роль в развитии культуры в Галиции. 
Деятельность общества была парализована австрийскими репрессиями против галицко-русского движения во время Первой мировой войны, после которой она так и не вернулась к прошлому уровню и объёму работы. На этом этапе в её руководство входили Тит Мышковский (председатель) и Семен Бендасюк (секретарь). Окончательно её деятельность была прекращена в 1939 году в результате присоединения Западной Украины к УССР и запрещения галицко-русской идеологии.